# Kristine Scholz
Kristine Scholz, född 5 mars 1944 i Wüstebrise i Tyskland, är en tysk pianist verksam i Sverige.
Scholz har studerat för Aloys Kontarsky vid Musikhögskolan i Köln och har en tysk konstnärlig examen. Hon har frilansat internationellt med konsertverksamhet som solist och tillsammans med Mats Persson som pianoduo.
Kristine Scholz invaldes 2000 som utländsk ledamot nr 433 av Kungliga Musikaliska Akademien.